# لارس دانيلسون
لارس دانيلسون (بالسويدية: Lars Danielsson)‏ هو عازف جاز وملحن ومنتج أسطوانات وعازف قيثارة سويدي، ولد في 5 سبتمبر 1958 في غوتنبرغ في السويد.

## وصلات خارجية
- الموقع الرسمي
- لارس دانيلسون على موقع ميوزك برينز (الإنجليزية)
- لارس دانيلسون على موقع أول ميوزيك (الإنجليزية)
- لارس دانيلسون على موقع ديسكوغز (الإنجليزية)